# Stazione di Ordona
Stazione di Ordona vasútállomás Olaszországban, Puglia régióban, Ordona településen.

## Vasútvonalak
Az állomást az alábbi vasútvonalak érintik:
- Foggia-Potenza-vasútvonal

## Kapcsolódó állomások
A vasútállomáshoz az alábbi állomások vannak a legközelebb: 
- Stazione di Ascoli Satriano
- Stazione di Santuario Incoronata